# Quinto Emilio Papo
Quinto Emilio Papo (en latín, Quintus Aemilius Cn. f. Papus) fue un político y general de la República romana, miembro de la gens Aemilia.

## Carrera política
Fue elegido cónsul en dos ocasiones, durante los años 282 a. C. y 278 a. C., en ambos casos contando como colega consular con Cayo Fabricio Luscino. Durante su primer consultado, Papo luchó con éxito contra los etruscos y boios, al norte de Italia, mientras su colega Fabricio luchaba en el sur de Italia. El castigo que recibieron los boios fue tan grave, que la Galia Cisalpina permaneció quieta durante más de cincuenta años.
Junto con Fabricio, fue uno de los tres embajadores enviados a parlamentar con el rey Pirro de Epiro.
Fue elegido censor en 275 a. C., de nuevo con Fabricio como colega.